# Darcy Bonser
Darcy Bonser (Melbourne, Victoria, 2 de septiembre de 1986) es un actor, productor y director de televisión australiano. Alcanzó notoriedad por papeles como Tim Bailey en Neighbours, Nelson Curtis en Blue Heelers, y Perry en Pirate Island. Posteriormente, trabajó en producción y programas deportivos.

## Carrera
Inició su carrera como actor en el año 2000, en la serie de televisión Eugenie Sandler P.I., interpretando a Tony. Luego, paticipó en la serie de televisión Neighbours, donde interpretó a Tim Bailey, un rol que le dio exposición nacional e internacional. Después, actuó en Stingers, y en 2001 tuvo un papel recurrente como Nelson Curtis en Blue Heelers. En 2002, actuó en la miniserie Bootleg, y en 2003 interpretó a Perry en la serie de televisión Pirate Island. También figura en el archivo de National Film and Sound Archive en Australia por su participación en Eugenie Sandler P.I.
Posteriormente, dejó a un lado la actuación para dediarse a realizar trabajos en edición, producción y dirección en programas como The Mutant Way, Stefan & Craig: Slightly Live, Live on Bowen y dirigió episodios del Marngrook Footy Show.

## Filmografía

### Actor
- Eugenie Sandler P.I. (2000) – Tony (4 episodios)[1][3]
- Neighbours (2000-2001) – Tim Bailey (11 episodios)[1]
- Stingers (2001) – Kaspar (1 episodio)[1]
- Blue Heelers (2001-2004) – Nelson Curtis (9 episodios)[1]
- Bootleg (2002) – Ben (3 episodios)[1]
- Pirate Island (2003) – Perry (26 episodios)[1]

### Producción y dirección
- The Mutant Way (2009) – Editor, escritor, productor ejecutivo, diseñador gráfico[1]
- Stefan & Craig: Slightly Live (2010) – Editor, director, productor ejecutivo[1]
- Live on Bowen (2012) – Productor ejecutivo, director, diseñador de escenografía[1]
- Marngrook Footy Show (2014) – Director (1 episodio), editor, productor de campo[1]